# Aderus callanganus
Aderus callanganus is een keversoort uit de familie schijnsnoerhalskevers (Aderidae). De wetenschappelijke naam van de soort werd in 1910 gepubliceerd door Maurice Pic.